# Cleptocaccobius balthasarianus
Cleptocaccobius balthasarianus là một loài bọ cánh cứng trong họ Bọ hung (Scarabaeidae).